# Фотина
Фоти́на, также Фоти́ния (греч. Φωτεινή) — женское имя греческого происхождения, означает «светлая»; русскозычный вариант этого имени – Светлана.

## Святые
- Фотина Самаряныня (Самаритянка)[3]
- Фотина Кипрская (Фоту) - дева и отшельница, чудотворица; память 2 (15) августа.
- Фотина Палестинская

## Именины
Именины Фотины по православному церковному календарю.
| Дата       | Святой покровитель                                  |
| ---------- | --------------------------------------------------- |
| 26 февраля | Преподобная Светлана (Фотина, Фотиния) Палестинская |
| 2 апреля   | Мученица Фотина (Светлана) Самарянына, Римская      |
| 16 ноября  | Мученица Светлана (Фотиния)                         |